# Houweiken
Houweiken was een gebied dat samen met Zolder, Zonhoven en Houthalen onderdeel was van het Land van Vogelsanck dat zelf een leengebied was van het graafschap Loon. Houweiken bestond uit de gehuchten Eversel, Schoot(straat) en Ubbersel die gelegen waren in het zuidelijke gedeelte wat nu de deelgemeente Heusden is. Het sloot zich voor 1352 aan bij het land van Vogelsanck.

## Naamgeving
Eerst was de naam Houteiken, wat niet meer betekent dan dat er een eikenbos aanwezig was. De naam veranderde stilletjes aan in Houweiken omwille van het feit het eikenbos verdwenen was, gerooid was. Houwen betekent rooien van bomen.